# Jane Egan
Pour les articles homonymes, voir Egan.
Jane Egan née le 25 août 1970 en Angleterre est une triathlète handisport britannique, quadruple championne d'Europe et triple championne du monde de paratriathlon dans la catégorie TR1/TP1.

## Palmarès
Le tableau présente les résultats les plus significatifs (podium) obtenus sur le circuit international de paratriathlon depuis 2010. 
| Année | Paratriathlon                                | Pays             | Position          | Temps           |
| ----- | -------------------------------------------- | ---------------- | ----------------- | --------------- |
| 2014  | ITU Series TP1 - Étape de Londes             | Royaume-Uni      | Médaille d'or     | 1 h 18 min 15 s |
| 2014  | ITU Series TP1 - Étape de Yokohama           | Japon            | Médaille d'or     | 1 h 25 min 4 s  |
| 2014  | ITU Series TP1 - Étape d'Iseo                | Italie           | Médaille d'or     | 1 h 21 min 45 s |
| 2014  | ITU Series TP1 - Étape de Madrid             | Espagne          | Médaille d'or     | 1 h 55 min 45 s |
| 2014  | Championnats d'Europe de paratriathlon TP1   | Autriche         | Médaille d'argent | 1 h 25 min 26 s |
| 2014  | Championnats du monde de paratriathlon TR1   | Canada           | Médaille d'argent | 1 h 26 min 49 s |
| 2013  | Championnats d'Europe de paratriathlon TR1   | Turquie          | Médaille d'or     | 1 h 30 min 53 s |
| 2013  | Championnats du monde de paratriathlon TP1   | Royaume-Uni      | Médaille d'or     | 1 h 19 min 44 s |
| 2012  | Championnats d'Europe de paratriathlon TR1   | Israël           | Médaille d'or     | 1 h 23 min 55 s |
| 2012  | Championnats du monde de paratriathlon TR1   | Nouvelle-Zélande | Médaille d'argent | 1 h 17 min 40 s |
| 2011  | Championnats du monde de paratriathlon TR1   | Chine            | Médaille d'or     | 1 h 48 min 3 s  |
| 2011  | Championnats d'Europe de paratriathlon TR1   | Espagne          | Médaille d'or     | 1 h 52 min 47 s |
| 2011  | Championnats du monde TR1 - Série de Londres | Royaume-Uni      | Médaille d'or     | 1 h 29 min 26 s |
| 2010  | Championnats du monde de paratriathlon TR1   | Hongrie          | Médaille d'or     | 1 h 35 min 18 s |
| 2010  | Championnats d'Europe de paratriathlon TR1   | Irlande          | Médaille d'or     | 2 h 2 min 43 s  |